# 泛美航空航點
這是泛美航空關閉前的航点列表。有關1981年至1991年間服務的區域性航点列表，請參閱泛美快運。

## 非洲

### 中非
- 喀麦隆
  - 杜阿拉 – 杜阿拉国际机场
- 加彭
  - 利伯维尔 – 利伯維爾國際機場
- - 金夏沙 – 恩吉利國際機場

### 東非
- - 奈洛比 – 乔莫·肯雅塔国际机场
- 坦桑尼亚
  - 达累斯萨拉姆 – 朱利叶斯·尼雷尔国际机场
- 乌干达
  - 坎帕拉 – 恩德培国际机场

### 北非
- 埃及
  - 开罗 – 開羅國際機場
- 摩洛哥
  - 卡萨布兰卡 – 穆罕默德五世国际机场
  - 拉巴特 – 拉巴特-塞拉国际机场
- 突尼西亞
  - 突尼斯 – 突尼斯-迦太基国际机场

### 南非
- 南非
  - 约翰内斯堡 – 奥利弗·坦博国际机场

### 西非
- - 科托努 – 柯多努國際機場
- - 阿比让 – 阿比让费利克斯·乌弗埃-博瓦尼国际机场
- - 阿克拉 – 科托卡国际机场
- 几内亚
  - 科納克里 – 科纳克里国际机场
- 利比里亚
  - 蒙羅維亞 – 罗伯茨国际机场
- 奈及利亞
  - 拉哥斯 – 穆尔塔拉·穆罕默德国际机场
- 塞内加尔
  - 達喀爾 – 达喀尔-约夫-利奥波德·塞达尔·桑戈尔国际机场

## 美洲

### 加勒比地区
- 安地卡及巴布達
  - 安地卡島 – 維爾伯德國際機場
- 巴哈马
  - 拿骚 – 林丁平德林国际机场
  - 罗克桑德（英语：Rock Sound） – 罗克桑德机场（英语：Rock Sound International Airport）
- - 布里奇顿 – 格蘭特利·亞當斯國際機場
- 开曼群岛
  - 大開曼 – 歐文·羅伯茨國際機場
- - 库拉索 – 庫拉索國際機場
- - 普拉塔港 – 聖斐利-銀港機場（英语：Gregorio Luperón International Airport）
  - 聖佩德羅-德馬科里斯 – 奎瓦拉斯马拉维利亚斯机场（英语：Cueva Las Maravillas Airport）
  - 聖多明哥 – 亞美利加國際機場
- - 皮特尔角城 – 皮特爾角城國際機場
- 海地
  - 太子港 – 杜桑·卢维杜尔国际机场
- 牙买加
  - 京斯敦 – 诺曼·曼利国际机场
  - 蒙特哥貝 – 桑斯特國際機場（英语：Sangster International Airport）
- - 法兰西堡 – 马提尼克艾梅·塞泽尔国际机场
- 波多黎各
  - 圣胡安 – 路易斯·穆尼奥斯·马林国际机场
- 荷屬聖馬丁
  - 菲利普斯堡 – 朱麗安娜公主國際機場
- 圣基茨和尼维斯
  - 圣基茨岛 – 圣基茨机场（英语：Robert L. Bradshaw International Airport）
- 圣卢西亚
  - 卡斯特里 – 瓦諾拉國際機場（英语：Hewanorra International Airport）
- 千里達及托巴哥
  - 西班牙港, 特立尼达岛 – 皮阿尔科国际机场
- - 大特克島 – 麥卡特尼國際機場（英语：JAGS McCartney International Airport）
  - 普羅維登西亞萊斯島 – 普羅維登西亞萊斯國際機場
- 美屬維爾京群島
  - 圣克罗伊岛 - 亨利·E·羅爾森國際機場（英语：Henry E. Rohlsen International Airport）
  - Frederiksted（英语：Frederiksted, United States Virgin Islands） – 亞歷山大·漢密爾頓國際機場（英语：Alexander Hamilton International Airport）
  - 聖托馬斯島 – 西瑞爾金恩機場（英语：Cyril E. King Airport）

### 中美洲
- - 聖荷西 –胡安·圣玛丽亚国际机场
- 薩爾瓦多
  - 聖薩爾瓦多 – 萨尔瓦多奥斯卡·阿努尔福·罗梅罗-伊-加尔达梅斯主教国际机场
- - 瓜地馬拉市 – 拉奥罗拉国际机场
- - 圣佩德罗苏拉 – 拉蒙·比列達·莫拉萊斯國際機場
  - 特古西加尔巴 – 通孔廷国际机场
- 尼加拉瓜
  - 馬拿瓜 – 奥古斯托·塞萨尔·桑地诺国际机场
- 巴拿马
  - 巴拿馬城 – 托庫門國際機場

### 北美
- 百慕大
  - 圣达味 - L·F·韋德國際機場
- 加拿大
  - 甘德 – 甘德国际机场
  - 多伦多 – 多倫多皮爾遜國際機場
  - 白馬市 – 埃里克·尼尔森怀特霍斯国际机场
  - 溫哥華 – 溫哥華國際機場
- 墨西哥
  - 坎昆 – 坎昆國際機場
  - 梅里達 – 梅里達國際機場（英语：Mérida International Airport）
  - 墨西哥城 – 墨西哥城贝尼托·胡亚雷斯国际机场
  - 蒙特雷 – 蒙特雷國際機場
  - 坦皮科 – 坦皮科國際機場（英语：Tampico International Airport）
  - 塔帕丘拉 – 塔帕丘拉國際機場（英语：Tapachula International Airport）
- 美国
  - 阿拉斯加州
    - 費爾班克斯 – 费尔班克斯国际机场
    - 朱諾 – 朱诺国际机场
    - 克奇坎 – 克奇坎国际机场
    - 诺姆 – 諾姆機場（英语：Nome Airport）
    - 塔納克羅斯 – 塔奈克羅斯機場（英语：Tanacross Airport）

  - 加利福尼亚州
    - 洛杉矶 – 洛杉磯國際機場
    - 聖地牙哥 – 聖地牙哥國際機場
    - 旧金山 – 舊金山國際機場

  - 科羅拉多州
    - 丹佛 – 舊丹佛國際機場（英语：Stapleton International Airport）

  - 康乃狄克州
    - 哈特福 – 布拉德利國際機場

  - 佛罗里达州
    - 劳德代尔堡 – 劳德代尔堡-好莱坞国际机场
    - 麥爾茲堡 – 佛羅里達西南國際機場（英语：Southwest Florida International Airport）
    - 杰克逊维尔 – 杰克逊维尔国际机场
    - 墨爾本 – 奧蘭多墨爾本國際機場（英语：Orlando Melbourne International Airport）
    - 迈阿密 – 邁亞密國際機場 (樞紐機場)
    - 奥兰多 – 奥兰多国际机场
    - 彭萨科拉 – 彭薩科拉國際機場（英语：Pensacola International Airport）
    - 聖彼德斯堡 – 聖彼得-克利爾沃特國際機場（英语：St. Pete–Clearwater International Airport）
    - 萨拉索塔/布雷登顿 – 薩拉索塔-布雷登頓國際機場（英语：Sarasota–Bradenton International Airport）
    - 坦帕 – 坦帕國際機場
    - 西棕榈滩 – 棕榈滩国际机场

  - 喬治亞州
    - 亚特兰大 – 哈茨菲尔德-杰克逊亚特兰大国际机场
    - 薩凡納 – 萨凡纳河机场（英语：Savannah/Hilton Head International Airport）

  - 夏威夷州
    - 希洛 – 希洛國際機場
    - 檀香山 – 丹尼爾·井上國際機場

  - 伊利诺伊州
    - 芝加哥 – 奥黑尔国际机场

  - 印第安纳州
    - 印第安納波利斯 – 印第安纳波利斯国际机场

  - 路易斯安那州
    - 新奥尔良 – 新奥尔良路易斯阿姆斯特朗国际机场

  - 马里兰州
    - 巴爾的摩 – 巴尔的摩/华盛顿瑟古德·马歇尔国际机场

  - 麻薩諸塞州
    - 波士顿 – 爱德华·劳伦斯·洛根将军国际机场

  - 密西根州
    - 底特律 – 底特律都会韦恩县机场

  - 明尼蘇達州
    - 明尼阿波利斯/圣保罗 – 明尼阿波利斯－圣保罗国际机场

  - 密蘇里州
    - 堪薩斯城 – 堪薩斯城國際機場
    - 圣路易斯 – 兰伯特-圣路易斯国际机场

  - 新罕布什尔州
    - 朴茨茅斯 – 朴茨茅斯國際機場（英语：Portsmouth International Airport at Pease）

  - 新泽西州
    - 紐華克 – 紐華克自由國際機場

  - 纽约州
    - 纽约
      - 約翰·甘迺迪國際機場 - (泛美世界港) (樞紐機場)
      - 拉瓜地亞機場 - (海上航站樓（英语：Marine Air Terminal）)

    - 華盛頓港 (紐約州) – 金沙角水上飞机基地（英语：Sands Point Seaplane Base）

  - 北卡罗来纳州
    - 夏洛特 – 夏洛特道格拉斯國際機場
    - 罗利/德罕 – 羅利達拉姆國際機場

  - 俄亥俄州
    - 克利夫兰 – 克里夫蘭霍普金斯國際機場

  - 俄勒冈州
    - 波特蘭 – 波特兰国际机场

  - 宾夕法尼亚州
    - 費城 – 費城國際機場
    - 匹兹堡 – 匹兹堡国际机场

  - 羅德島州
    - 普罗维登斯 – 羅德島T·F·格林國際機場

  - 田纳西州
    - 纳什维尔 – 纳什维尔国际机场

  - 德克萨斯州
    - 奧斯汀 – 羅伯特·穆勒市立機場（英语：Robert Mueller Municipal Airport）
    - 科珀斯克里斯蒂 – 聖體市國際機場（英语：Corpus Christi International Airport）
    - 達拉斯/沃斯堡 – 达拉斯/沃思堡国际机场
    - 休斯敦 – 喬治·布什洲際機場
    - 圣安东尼奥 – 聖安東尼奧國際機場

  - 犹他州
    - 盐湖城 – 盐湖城国际机场

  - 弗吉尼亚州
    - 諾福克 – 諾福克國際機場

  - 华盛顿哥伦比亚特区
    - 华盛顿杜勒斯国际机场
    - 罗纳德·里根华盛顿国家机场

  - 华盛顿州
    - 西雅圖/塔科马 – 西雅圖-塔科馬國際機場

### 南美
- 阿根廷
  - 布宜諾斯艾利斯 – 埃塞萨皮斯塔里尼部长国际机场
- 玻利维亚
  - 拉巴斯 – 埃爾阿爾托國際機場
- 巴西
  - 累西腓 – 累西腓/瓜拉拉皮斯-吉尔贝托·弗雷雷国际机场
  - 里约热内卢 – 里约热内卢/加利昂-安东尼奥·卡洛斯·若比姆国际机场
  - 聖保羅 – 圣保罗/瓜鲁柳斯-安德烈·弗朗哥·蒙托罗州长国际机场
- 智利
  - 圣地亚哥 – 阿图罗·梅里诺·贝尼特斯准将国际机场
- 哥伦比亚
  - 巴兰基亚 – 巴蘭基亞國際機場（英语：Ernesto Cortissoz International Airport）
  - 波哥大 – 埃尔多拉多国际机场
  - 卡利 – 卡利機場（英语：Alfonso Bonilla Aragón International Airport）
  - 麦德林
    - 何塞·玛丽亚·科尔多瓦国际机场
    - 梅德林恩里克机场（英语：Olaya Herrera Airport）
- - 瓜亞基爾 – 何塞·華金·德·奧爾梅多國際機場
  - 基多 – 舊蘇克雷元帥國際機場
- - 卡宴 – 卡宴费利克斯·埃布埃国际机场
- - 乔治敦 – 喬治敦國際機場
- 巴拉圭
  - 亞松森 – 西爾維奧·佩蒂羅西國際機場
- 秘魯
  - 利馬 – 豪尔赫·查韦斯国际机场
- 苏里南
  - 帕拉马里博 – 約翰·阿道夫·彭格爾國際機場
- 乌拉圭
  - 蒙得维的亚 – 卡拉斯科國際機場
- 委內瑞拉
  - 卡拉卡斯 – 迈克蒂亚西蒙·玻利瓦尔国际机场
  - 聖安娜德科羅 - 何塞·萊昂納多·奇里諾機場（英语：José Leonardo Chirino Airport）
  - 马拉开波 – 拉奇尼塔国际机场（英语：La Chinita International Airport）
  - 馬圖林 - 马图林何塞·塔德奥·莫纳加斯国际机场（英语：José Tadeo Monagas International Airport）

## 亞洲

### 東亞
- 中华人民共和国
  - 北京市 – 北京首都国际机场
  - 上海市 – 上海虹桥国际机场
- 英屬香港
  - 啟德機場
- 日本
  - 大阪市 - 大阪國際機場[2]
  - 東京都
    - 東京國際機場
    - 成田国际机场
- 大韓民國
  - 首爾特別市 – 金浦国际机场
- 臺灣
  - 臺北市
    - 臺北松山機場
    - 臺灣桃園國際機場

### 南亞
- 阿富汗
  - 喀布尔 – 哈米德·卡尔扎伊国际机场
- - 达卡 – 沙阿贾拉勒国际机场
- 印度
  - 孟买 – 贾特拉帕蒂·希瓦吉·马哈拉杰国际机场
  - 加尔各答 – 内塔吉·苏巴斯·钱德拉·鲍斯国际机场
  - 德里 – 英迪拉·甘地国际机场
- 錫蘭
  - 可倫坡
    - 拉特馬拉納機場（英语：Ratmalana Airport）
    - 班达拉奈克国际机场
- 馬爾地夫
  - 馬累 – 韋拉納國際機場
- 尼泊尔
  - 加德滿都 – 特里布万国际机场
- 巴基斯坦
  - 卡拉奇 – 真纳国际机场

### 東南亞
- 缅甸
  - 仰光 – 仰光国际机场
- 印度尼西亞
  - 丹帕沙 – 伍拉·賴國際機場
  - 雅加达 – 馬腰蘭機場（英语：Kemayoran Airport）
- 马来西亚
  - 吉隆坡
    - 新街場皇家空軍基地[3]
    - 苏丹阿都阿兹沙机场
- 菲律賓
  - 马尼拉 – 尼诺伊·阿基诺国际机场
- 新加坡
  - 加冷機場[3]
  - 巴耶利峇空軍基地[3]
  - 新加坡樟宜机场
- 越南共和国
  - 金蘭市 – 金蘭國際機場
  - 岘港市 – 峴港國際機場
  - 胡志明市 – 新山一國際機場
- 泰國
  - 曼谷 – 廊曼国际机场

### 中東
- 巴林
  - 麦纳麦 – 巴林国际机场
- 伊朗
  - 德黑兰 – 梅赫拉巴德國際機場[4]
- 伊拉克
  - 巴格达 – 巴格達國際機場
- 以色列
  - 特拉维夫 – 本-古里安国际机场
- 约旦
  - 安曼 – 阿勒娅王后国际机场
- 科威特
  - 科威特城 – 科威特國際機場
- 黎巴嫩
  - 贝鲁特 – 贝鲁特-拉菲克·哈里里国际机场
- 沙烏地阿拉伯
  - 宰赫兰 – 達蘭國際機場（英语：King Abdulaziz Air Base）[3]
  - 利雅德 – 利雅得國際機場（英语：Riyadh Air Base）[3]
- 叙利亚
  - 大马士革 – 大马士革国际机场
- 阿联酋
  - 杜拜 – 迪拜国际机场

## 歐洲

### 中歐
- 奥地利
  - 維也納 – 維也納國際機場
- 瑞士
  - 日内瓦 – 日内瓦国际机场
  - 苏黎世 – 蘇黎世機場

### 西歐
- 比利时
  - 布鲁塞尔-首都大区 – 布鲁塞尔机场
- 法國
  - 尼斯 – 尼斯蓝色海岸机场
  - 巴黎
    - 巴黎夏尔·戴高乐机场
    - 巴黎-奥利机场
    - 巴黎-勒布尔歇机场
- 德国
  - 柏林
    - 柏林-泰格尔奥托·利林塔尔机场
    - 柏林-滕珀尔霍夫机场

  - 不来梅 – 不来梅机场
  - 科隆/波恩 – 科隆/波恩機場
  - 杜塞尔多夫 – 杜塞尔多夫机场
  - 汉堡 – 汉堡机场
  - 汉诺威 – 汉诺威-朗根哈根机场
  - 美因河畔法兰克福 – 法兰克福机场
  - 慕尼黑 – 慕尼黑-里姆机场
  - 纽伦堡 – 纽伦堡机场
  - 萨尔布吕肯 – 萨尔布吕肯机场
  - 斯图加特 – 斯图加特机场
  - 叙尔特岛 – 叙尔特岛机场（英语：Sylt Airport）
- 爱尔兰
  - 香農鎮（英语：Shannon, County Clare） – 香農機場
- 荷蘭
  - 阿姆斯特丹 – 阿姆斯特丹史基浦機場
- 英国
  - 伦敦
    - 克羅伊登機場
    - 蓋特威克機場
    - 希思羅機場

  - 格拉斯哥 – 格拉斯哥普雷斯特威克机场

### 東歐
- 保加利亚
  - 索菲亞 – 索菲亞機場
- 捷克斯洛伐克
  - 布拉格 – 布拉格瓦茨拉夫·哈維爾機場
- 匈牙利
  - 布达佩斯 – 布達佩斯李斯特·費倫茨國際機場
- 波蘭
  - 克拉科夫 – 克拉科夫若望保祿二世國際機場
  - 华沙 – 华沙肖邦机场
- 羅馬尼亞
  - 布加勒斯特 – 布加勒斯特亨利·科安德国际机场
- 苏联
  - 圣彼得堡 – 普爾科沃機場
  - 莫斯科 – 谢列梅捷沃国际机场

### 北歐
- 丹麦
  - 哥本哈根 – 哥本哈根凯斯楚普机场
- 芬兰
  - 赫尔辛基 – 赫尔辛基-万塔机场
- 冰島
  - 雷克雅維克 – 凯夫拉维克机场
- 挪威
  - 卑爾根 – 卑爾根弗萊斯蘭機場
  - 奥斯陆 – 奧斯陸福內布機場（英语：Oslo Airport, Fornebu）
- 瑞典
  - 斯德哥尔摩 – 斯德哥爾摩-阿蘭達機場

### 南歐
- 希腊
  - 雅典 – 埃利尼康國際機場（英语：Ellinikon International Airport）
- 義大利
  - 米蘭 – 米蘭-馬爾彭薩機場
  - 罗马 – 羅馬-菲烏米奇諾機場
- 葡萄牙
  - 里斯本 – 里斯本機場
  - 聖瑪麗亞島 – 聖瑪麗亞機場（英语：Santa Maria Airport (Azores)）
  - 特塞拉島 – 拉日什機場
- 西班牙
  - 巴塞罗那 – 何塞普·塔拉德利亚斯巴塞罗那-埃尔普拉特机场
  - 马德里 – 阿道弗·苏亚雷斯马德里-巴拉哈斯机场
- 土耳其
  - 安卡拉 – 埃森博阿国际机场
  - 伊斯坦堡 – 伊斯坦堡阿塔圖克機場
- 南斯拉夫
  - 贝尔格莱德 – 貝爾格勒尼古拉·特斯拉機場
  - 杜布羅夫尼克 – 杜布罗夫尼克机场
  - 塞拉耶佛 – 薩拉熱窩國際機場
  - 萨格勒布 – 萨格勒布国际机场

## 大洋洲

### 澳紐
- - 墨尔本 – 墨爾本機場
  - 悉尼 – 悉尼机场
- 新西兰
  - 奧克蘭 – 奧克蘭機場

### 美拉尼西亞
- 斐济
  - 楠迪 – 楠迪國際機場
- 新喀里多尼亞
  - 努美阿 – 努美阿國際機場

### 密克羅尼西亞
- 關島
  - 安東尼奧·汪帕特國際機場
- 基里巴斯
  - 阿巴里靈阿環礁 – 坎顿岛机场（英语：Canton Island Airport） (跨太平洋航班中停地)
- 威克島
  - 威克島機場（英语：Wake Island Airfield）

### 波利尼西亞
- 美属萨摩亚
  - 帕果帕果 – 帕果帕果國際機場
- 法屬玻里尼西亞
  - 帕皮提 – 法阿國際機場

## 外部連結
- "Pan Am Stretches" 時代雜誌